# Folha Fede
Folha Fede é uma aldeia da Ilha de São Tomé de São Tomé e Príncipe.

## Clube de desportivo
- Folha Fede - futebol
- Os Dinâmicos - futebol